# So finster die Nacht (Roman)
So finster die Nacht ist der Titel eines Romans des schwedischen Autors John Ajvide Lindqvist. Dieser wurde in Schweden 2004 als  Låt den rätte komma in (dt.: Lass den Richtigen eintreten) veröffentlicht. 2007 folgte die Veröffentlichung der deutschsprachigen Übersetzung.
In seinem Debütroman kombinierte Lindqvist Elemente aus dem Entwicklungsroman, Kriminal- und Vampirgeschichten und thematisierte Prostitution, Drogen und Pädophilie. Der Roman war mehrere Monate in den Bestsellerlisten von Stern und Spiegel vertreten und wurde zwischenzeitlich zwei Mal verfilmt.

## Inhalt
Die Geschichte beginnt Anfang der 1980er Jahre und spielt hauptsächlich in Stockholm-Blackeberg. Hauptperson dieses Romans ist der zwölfjährige Oskar Eriksson, der unter der Scheidung seiner Eltern leidet. Oskar ist in der Schule das Mobbingopfer von Jonny Forsberg, einem Jungen aus seiner Klasse. Anstatt sich zu wehren, zieht sich Oskar jedoch in seine Traumwelt zurück oder begeht in der Nachbarschaft kleinere Diebstähle. Der einzige Freund, den Oskar hat, ist der sechzehnjährige Tommy aus dem Nachbarhaus. Tommy hasst den Polizisten Staffan, den Lebensgefährten seiner Mutter, und begeht selbst kleinere Einbrüche und Diebstähle. Um sein Taschengeld aufzubessern, trägt Oskar wöchentlich Reklamezettel in seiner Wohnsiedlung aus.
Eines Abends zieht mit dem ehemaligen Lehrer Håkan Bentsson auch Eli in Oskars Wohnhaus ein. Die neuen Nachbarn teilen sich jedoch ein düsteres Geheimnis: Håkan, ein Mann Mitte vierzig, ist ein Pädophiler und gesuchter Mörder. Er tötete bereits in Växjö (Småland) für seine große Liebe Eli zwei Menschen und ließ sie ausbluten. Eli wurde vor über 220 Jahren geboren, benötigt Menschenblut zum Leben und ist eigentlich ein kastrierter Junge. Nachdem dort der dritte Mord Håkans misslang, flohen beide über Norrköping nach Stockholm.
Oskar weiß davon nichts, als er eines Nachts auf dem Spielplatz auf Eli trifft und ihn für ein Mädchen hält. Eli lässt ihn in diesem Glauben und obgleich Eli auf Oskar reserviert reagiert, bemüht sich dieser um eine Freundschaft. So lässt sich Eli nach und nach auf Oskar ein und bestärkt ihn, sich endlich gegen das Mobbing in der Schule zu wehren. Auf Oskars Einwände hin verspricht Eli ihm seine Hilfe, wenn er sie benötige.
Seit Håkan und Eli im Viertel wohnen, geschehen in Stockholm rätselhafte Morde. Deren Opfer, Kinder und Jugendliche, werden blutleer und mit durchstochener Kehle aufgefunden. Oskar verfolgt die Vorgänge interessiert, da er ein großer Krimifan ist. Håkan stellt – sehr zu seinem Missfallen – fest, dass ihm Eli immer mehr entgleitet, und er sieht in dem Nachbarsjungen Oskar einen großen Konkurrenten um Elis Gefühle. So entwickelt Eli in Oskars Gegenwart wieder kindliche Wünsche und Bedürfnisse, die lange verschüttet waren. Zudem verliebt sich auch Eli langsam in Oskar. Eines Abends hat Håkan im städtischen Schwimmbad Pech und wird beim Mordversuch an einem Kind überrascht. Um Eli zu schützen, überschüttet er sich mit Säure. Håkan wird in ein Krankenhaus eingeliefert. Dort wird er von Eli aufgesucht, welcher sein Blut trinkt. Håkan stürzt sich aus dem Fenster und bleibt auf einer Wiese mit zerschmetterten Knochen liegen. Alle halten ihn nun für tot, doch Håkan überlebt den Sturz, da Eli ihn nicht getötet hat. In den folgenden Tagen versucht der durch Säure völlig entstellte Håkan, seine große Liebe Eli von Oskar zu trennen und ihn für immer an sich zu binden. Er wird jedoch später von Tommy in Oskars Kellergang getötet.
Oskar verliebt sich immer mehr in Eli. Eines Vormittags wehrt sich Oskar an einem Badesee gegen Jonny und verletzt ihn schwer am Ohr. Am gleichen Abend bietet er Eli im Keller des Hauses eine Blutsbrüderschaft an. Mit seinem Messer schneidet er sich in die Hand, und zu seinem Entsetzen fällt Eli vor ihm auf die Knie und leckt sein Blut vom Boden auf. Oskar erkennt, dass Eli eine Art Vampir sein muss. Dieser fällt auch eine Nachbarin aus dem Nebenhaus namens Virginia an; sie stirbt einige Tage später im Krankenhaus durch Sonnenlicht, nachdem ihr bewusst wurde, wozu sie geworden ist. Oskar besucht Eli schließlich in dessen Wohnung. Eli gesteht, dass er zum Leben Blut benötige, bestreitet aber, ein Vampir zu sein. Auf sein wahres Alter angesprochen, gibt Eli zu, nie älter als zwölf Jahre zu werden und auch lange Zeit geschlafen zu haben.
Einen Abend später sucht Eli Oskar in dessen Wohnung auf. Da Oskar eine persönliche Einladung verweigert, betritt Eli die Wohnung und beginnt aus allen Poren zu bluten. Erschrocken spricht Oskar die ausstehende Einladung aus. Eli gibt nun Oskar gegenüber zu, ein Junge namens Elias zu sein, und lässt ihn am gleichen Abend an seinen Erinnerungen teilhaben. So erlebt Oskar, wie Elias auf Geheiß eines vampirischen Edelmanns kastriert wurde. Nach der Kastration trank der Edelmann von Elias Blut und verwandelt ihn in ein bluttrinkendes Wesen. Oskar ist hin- und hergerissen, was Elias betrifft. Er befürchtet, nun schwul zu sein, erkennt aber, dass er Eli liebt. So beschließt Oskar etwas später, in Elias weiterhin das "Mädchen Eli" zu sehen und weiterhin ihr Freund zu sein.
Wenige Tage später taucht Lacke, der Freund von Virginia, in Elis Wohnung auf. Er hat herausgefunden, wer oder besser was Eli wirklich ist und will ihn aus Rache töten. Doch bevor es dazu kommt, wird Lacke von Oskar, der sich ebenfalls in der Wohnung aufhält, abgelenkt und seinerseits von Eli getötet. Eli verlässt noch am gleichen Abend die Stadt. Oskar ist einen Abend später mit seiner Klasse in der Schwimmhalle der Schule. Da taucht Jonny mit seinem Bruder auf. Letzterer will Oskar jetzt dafür bestrafen, dass dieser seinen Bruder verletzt hat. So wird Oskar von Jonnys Bruder minutenlang mit dem Kopf unter Wasser gedrückt und droht nun zu ertrinken. In dieser Situation greift Eli ein und rettet seinen Freund Oskar in letzter Minute. Einen Tag später verlässt Oskar zusammen mit Eli die Stadt und ist nun sein neuer Gefährte.

## Verfilmung
Der Roman wurde in Schweden von Tomas Alfredson verfilmt und kam 2008 unter dem Originaltitel Låt den rätte komma in (deutscher Titel So finster die Nacht, internationaler englischer Titel Let the Right One In) in die Kinos. Eine US-amerikanische Neuverfilmung unter der Regie von Matt Reeves erschien 2010 mit dem Titel Let Me In.

## Fernsehserie
Im März 2015 wurde bekannt, dass der amerikanische TV-Sender A&E ebenfalls an einer Umsetzung des Romans als Horrorserie arbeitete. Die Umsetzung übernahm schließlich Showtime, die im März 2021 eine Pilotfolge bestellen. Die Hauptrolle übernahm Demián Bichir. Im September 2021 begannen die Dreharbeiten für die erste Staffel von So finster die Nacht. Trotz positiver Kritiken wurde die Serie nach der ersten Staffel nicht verlängert.

## Fortsetzung
Unter dem Titel Låt de gamla drömmarna dö (dt.: Lass die alten Träume sterben, engl. Let the Old Dreams Die) veröffentlichte Lindqvist 2011 eine Kurzgeschichte als Fortsetzung, da er mit dem offenen Ende unzufrieden war. Die Geschichte, welche zeigt, wie Eli Oskar zum Vampir macht, damit sie für immer zusammen sein können, wurde unter dem deutschen Titel Das dunkle Echo der Liebe als Bonus der E-Book-Ausgabe von So finster die Nacht beigefügt sowie als Hörbuch herausgegeben. Lindqvist erklärte, dass er dies auch als das wahre Ende der beiden Verfilmungen ansieht.